# Kurt Günther Naber
Kurt Günther Naber (* 23. Mai 1941 in Łódź in Polen, damals Litzmannstadt im Warthegau) ist ein deutscher Arzt und Wissenschaftler. Er ist Urologe, war Chefarzt der Klinik für Urologie am Elisabeth-Krankenhaus in Straubing, außerplanmäßiger Professor an der Universität Marburg und der Technischen Universität in München, Präsident der Paul-Ehrlich-Gesellschaft und der International Society of Chemotherapy. Er wurde vor allem bekannt durch seine Forschung auf dem Gebiet der urologischen Infektiologie.

## Leben

### Frühe Jahre
Kurt G. Naber wurde als zweites von drei Kindern der Eheleute Berta Naber, geb. Weilbach, und Dr. med. Viktor Naber geboren. Im Januar 1945 flüchtete die Familie von Litzmannstadt in die Nähe von Kempten im Allgäu. Dort war sein Vater nach Rückkehr aus der Kriegsgefangenschaft als praktischer Arzt tätig.

### Privatleben
Kurt G. Naber ist verheiratet mit Heide Ingeborg Naber (geb. 27. Dezember 1941) und hat drei Kinder.

### Medizinstudium, ärztliche Weiterbildung und wissenschaftliche Ausbildung
Nach dem Abitur am Carl-von-Linde-Gymnasium Kempten studierte er von 1960 bis 1966 Medizin an der Ludwig-Maximilians-Universität München. 1968 erfolgte durch das Bayerische Staatsministerium des Inneren seine Bestallung als Arzt.
Seine Promotion erfolgte 1966 mit dem Thema: „Differentialblutsenkung in der Schwangerschaft“. 1971 war er als wissenschaftlicher Assistent am Veterans Administration Hospital in Madison, Wisconsin, USA, tätig. Seine Weiterbildung zum Facharzt für Urologie an der Urologischen Universitätsklinik in Marburg schloss er 1973 ab.
Die Habilitation erfolgte 1973 durch den Fachbereich Humanmedizin der Universität Marburg/Lahn mit dem Thema „Experimentelle Untersuchungen zur Nierenlymphe beim Hund. Funktion bei normaler Nierenfunktion und hydronephrotischer Niere mit besonderer Berücksichtigung der Lymphkonzentration von Antibiotika.“ 1974 wurde er außerordentlicher Professor an der Universität Marburg/Lahn, 1991 erfolgte die Umhabilitation an die Technische Universität München.
Von 1975 bis 2006 war er Chefarzt der Urologischen Klinik und Leiter des mikrobiologischen Labors der Elisabeth Krankenhaus GmbH in Straubing, Niederbayern.

## Leistungen
K.G. Naber ist Autor auf über 800 wissenschaftlichen Publikationen und Kongressbeiträgen. Er war im Editorial Board zahlreicher nationaler und internationaler wissenschaftlicher Zeitschriften tätig. Seine wesentlichen wissenschaftlichen Arbeiten betreffen die Urologische Infektiologie und die Pharmakokinetik von Antibiotika im Urogenitaltrakt. Im Auftrag der International Consultation on Urological Diseases (ICUD) und der European Association of Urology (EAU) publizierte 2010 das Lehrbuch Urogenital Infections und ist Mitherausgeber des Living Textbook for Urological Infections and Inflammations, einer gemeinschaftlichen Produktion der EAU mit GMS German Medical Science und der Deutschen Zentralbibliothek für Medizin (ZB Med). Aktuell setzt er sich vermehrt mit der Rolle der Wirt-Pathogen-Beziehung und den Möglichkeiten neuerer Phytotherapeutika in der Pathogenese und Therapie symptomatischer Harnwegsinfektionen auseinander. Zudem ist Naber Mitautor der S-3 Leitlinie Epidemiologie, Diagnostik, Therapie und Management unkomplizierter bakterieller ambulant erworbener Harnwegsinfektionen bei erwachsenen Patienten. (Langfassung 17. Juni 2010, AWMF-Register-Nr. 043/044)

## Funktionen
- Ehrenvorsitzender der Commission for Urinary Tract Infections, einer Arbeitsgemeinschaft der International Society of Antimicrobial Chemotherapy (ISAC).
- Präsident der Paul Ehrlich Gesellschaft für Chemotherapie (PEG) (1997–1999),
- Präsident der Federation of European Societies for Chemotherapy and for Infection (FESCI) (1998–2000)
- Präsident des 2. European Congress for Chemotherapy 1998
- Präsident (2005–2009) der International Society for Chemotherapy of Infection and Cancer (ISC), heute International Society of Antimicrobial Chemotherapy (ISAC).

## Auszeichnungen und Preise
- Grayson Carroll Preis der American Association of Urology (AUA) (1972)
- Felix Martin Oberländer Preis der DGU (1998)
- Masaaki Ohkoshi Award der ISC (2009)
- Ehrendoktorwürde der St. Elizabeth Universität in Bratislava (2007)
- Ehrenmitglied der Slovak Society for Chemotherapy (1997)
- Ehrenmitglied der Deutsche Gesellschaft für Urologie (2010)
- Ehrenmitglied der International Society of Antimicrobial Chemotherapy (2013)
- Ehrenmitglied der Ungarischen Gesellschaft für Urologie (2013)
- Ehrenmitglied der Paul Ehrlich-Gesellschaft für Chemotherapie (2017)
- Fellow der International Society of Chemotherapy (2019)
- Ehrenmitglied der European Section for Infections in Urology (ESIU)
- Goldene Bürgermedaille der Stadt Straubing (2004)
- Ehrenurkunde des Koordinierungsrats für Christlich-Jüdische Zusammenarbeit in Deutschland (2016)

## Soziales und politisches Engagement
- Mitglied des Ökumenischen Arbeitskreises in Straubing (1967–2012)
- Mitglied der Christlich Sozialen Union (CSU) seit 1979, zeitweilig Vorsitzender des Gesundheitspolitischen Arbeitskreises der CSU Niederbayern
- Vorsitzender und Gründungsmitglied der Konzertfreunde Straubing e.V. (seit 1983)
- Stadtrat der Stadt Straubing (1984–2006)
- Umweltpolitisches Engagement als Vorsitzender der Alburger Allachpaten e.V. 1988-2007, seitdem Ehrenvorsitzender
- Gründungsmitglied der Gesellschaft für Christlich-Jüdische Zusammenarbeit Niederbayern e.V. (1991)
- Gründungsmitglied und Vorsitzender des interkulturellen Vereins der Montagsgespräche und Raduga (Regenbogen) e.V. zur Integrationshilfe für Flüchtlinge und Migranten, seitdem Ehrenvorsitzender. Im November 2006 erhielt der Verein den Sozialpreis 2006 der Bayerischen Landesstiftung.
- Mitglied der Straubinger Religionsgespräche (gegründet 2016)